# Cinolin
Cinolin je aromatično heterociklično jedinjenje sa formulom . On je strukturni izomer sa hinoksalinom, ftalazinom i hinazolinom.
Slobodna baza se može dobiti kao ulje tretmanom hidrohlorida sa bazom.

## Sinteza
Klasična organska reakcija za sintezu cinolina je Vidman-Stoermerova sinteza, reakcija zatvaranja prstena α-vinil- anilina sa hlorovodoničnom kiselinom i natrijum nitritom: